# Gymnostomiella longinervis
Gymnostomiella longinervis är en bladmossart som beskrevs av Brotherus 1918. Gymnostomiella longinervis ingår i släktet Gymnostomiella och familjen Pottiaceae. Inga underarter finns listade i Catalogue of Life.